# Clarkiella
Genre
Clarkiella est un genre d'holothuries (concombres de mer) de la famille des Sclerodactylidae.

## Liste des espèces
Selon World Register of Marine Species (23 février 2015) :
- Clarkiella deichmannae O'Loughlin, 2009
- Clarkiella discoveryi Heding in Heding & Panning, 1954